# Нуйан
Нуйа́н (фр. Nouilhan, окс. Nolhan) — коммуна во Франции, находится в регионе Юг — Пиренеи. Департамент — Верхние Пиренеи. Входит в состав кантона Вик-ан-Бигор. Округ коммуны — Тарб.
Код INSEE коммуны — 65330.

## География

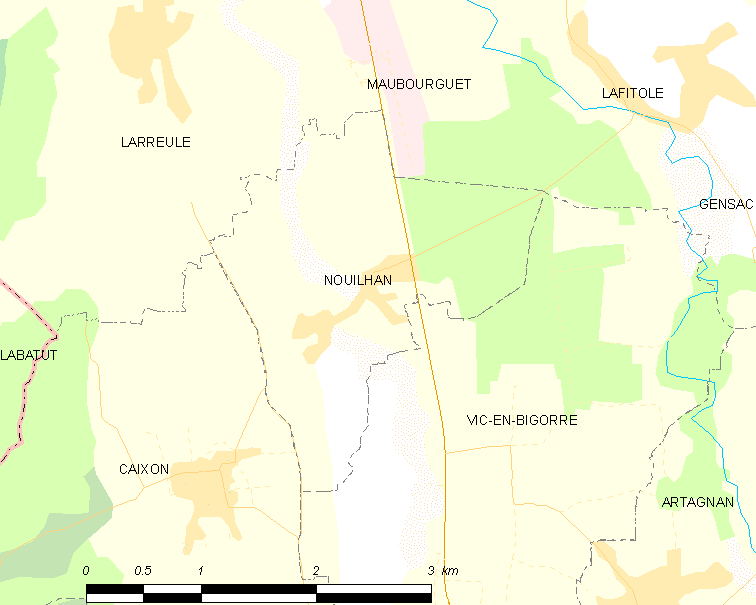
Карта коммуны

Коммуна расположена приблизительно в 630 км к югу от Парижа, в 115 км западнее Тулузы, в 22 км к северу от Тарба.
По территории коммуны протекает река Эшес.

## Климат
Климат умеренно-океанический с солнечной тёплой погодой и обильными осадками на протяжении практически всего года.

## Население
Население коммуны на 2010 год составляло 205 человек.
| 1962 | 1968 | 1975 | 1982 | 1990 | 1999 | 2010 |
| ---- | ---- | ---- | ---- | ---- | ---- | ---- |
| 184  | 187  | 163  | 154  | 182  | 175  | 205  |

## Администрация
| Период | Период | Фамилия       | Партия | Примечания |
| ------ | ------ | ------------- | ------ | ---------- |
| 2008   | 2014   | Жан Дюваль    |        |            |
| 2014   | 2020   | Жан-Луи Маньи |        |            |

## Экономика
В 2010 году среди 130 человек трудоспособного возраста (15-64 лет) 89 были экономически активными, 41 — неактивными (показатель активности — 68,5 %, в 1999 году было 70,5 %). Из 89 активных жителей работали 83 человека (42 мужчины и 41 женщина), безработных было 6 (3 мужчин и 3 женщины). Среди 41 неактивных 10 человек были учениками или студентами, 16 — пенсионерами, 15 были неактивными по другим причинам.